# Enaitz
Enaitz est le nom d'une montagne du Pays basque se situant dans le Guipuscoa, en Espagne, exactement sur le site d'Arantzazu.